# Canton de Dijon-6
Le canton de Dijon-6 est une circonscription électorale française située dans le département de la Côte-d'Or et la région Bourgogne-Franche-Comté.
À la suite du redécoupage cantonal de 2014, les limites territoriales du canton sont remaniées.

## Géographie
Ce canton est organisé autour de Dijon dans l'arrondissement de Dijon. 

## Histoire
Un nouveau découpage territorialde la Côte-d'Or entre en vigueur à l'occasion des élections départementales de mars 2015, défini par le décret du 18 février 2014, en application des lois du 17 mai 2013 (loi organique 2013-402 et loi 2013-403). Les conseillers départementaux sont, à compter de ces élections, élus au scrutin majoritaire binominal mixte. Les électeurs de chaque canton élisent au Conseil départemental, nouvelle appellation du Conseil général, deux membres de sexe différent, qui se présentent en binôme de candidats. Les conseillers départementaux sont élus pour 6 ans au scrutin binominal majoritaire à deux tours, l'accès au second tour nécessitant 12,5 % des inscrits au 1er tour. En outre la totalité des conseillers départementaux est renouvelée. Ce nouveau mode de scrutin nécessite un redécoupage des cantons dont le nombre est divisé par deux avec arrondi à l'unité impaire supérieure si ce nombre n'est pas entier impair, assorti de conditions de seuils minimaux. Dans la Côte-d'Or, le nombre de cantons passe ainsi de 43 à 23. La composition du canton de Dijon-6 est remaniée.

## Représentation

### Représentation avant 2015
| Période | Période          | Identité                | Étiquette    | Qualité |
| ------- | ---------------- | ----------------------- | ------------ | --- |
| 1973    | 1988 (démission) | Robert Poujade          | UDR puis RPR | Député (1967-1981 et 1986-2002) Maire de Dijon (1971-2001) Président du conseil général (1982-1988) Ministre (1971-1974) Conseiller régional (1970-1986) |
| 1988    | 2004             | Jacques Guerrin         | RPR          | Professeur de médecine, adjoint au maire de Dijon (1977-2001)                                                                                            |
| 2004    | 2015             | François-Xavier Dugourd | UMP          | Conseiller municipal de Dijon (2001-2014) Elu en 2015 dans le Canton de Dijon-1                                                                          |

### Représentation depuis 2015
| Période élective | Période élective | Mandat | Mandat                  | Identité       | Nuance | Nuance | Qualité |
| ---------------- | ---------------- | ------ | ----------------------- | -------------- | ------ | ------ | --- |
| 2015             | 2021             | 2015   | 10 juillet 2017 (décès) | André Gervais  |        | DVG    | Retraité 10e adjoint au maire de Dijon délégué à l’équipement urbain, à la circulation, aux déplacements et aux travaux depuis 2001 |
| 2015             | 2021             | 2015   | 2021                    | Céline Maglica |        | PS     | Enseignante Député suppléante de Laurent Grandguillaume (2012-2017) Ancienne conseillère générale du Canton de Dijon-5              |
| 2015             | 2021             | 2017   | 2021                    | Massar N'Diaye |        | PS     | Conseiller en formation, conseiller municipal de Dijon depuis novembre 2019                                                         |
| 2021             | 2028             | 2021   | en cours                | Céline Maglica |        | PS     | Conseillère municipale de Plombières-lès-Dijon                                                                                      |
| 2021             | 2028             | 2021   | en cours                | Massar N'Diaye |        | PS     | Adjoint au maire de Dijon depuis 2024                                                                                               |

### Résultats détaillés

#### Élections de mars 2015
À l'issue du 1er tour des élections départementales de 2015, deux binômes sont en ballottage : André Gervais et Céline Maglica (Union de la Gauche, 39,42 %) et Édouard Cavin et Marie-Jeanne Lignier (FN, 29,49 %). Le taux de participation est de 53,64 % (8 389 votants sur 15 638 inscrits) contre 53,86 % au niveau départemental et 50,17 % au niveau national.
Au second tour, André Gervais et Céline Maglica (Union de la Gauche) sont élus avec 61,86 % des suffrages exprimés et un taux de participation de 53,69 % (4 630 voix pour 8 396 votants et 15 638 inscrits).

#### Élections de juin 2021
Le premier tour des élections départementales de 2021 est marqué par un très faible taux de participation (33,26 % au niveau national). Dans le canton de Dijon-6, ce taux de participation est de 32,06 % (4 979 votants sur 15 531 inscrits) contre 36,24 % au niveau départemental. À l'issue de ce premier tour, deux binômes sont en ballottage : Céline Maglica et Massar N'Diaye (PS, 37,83 %) et Samia Djemali et Valentin Louot (REM, 26,34 %).
Le second tour des élections est marqué une nouvelle fois par une abstention massive équivalente au premier tour. Les taux de participation sont de 34,3 % au niveau national, 37,05 % dans le département et 33,82 % dans le canton de Dijon-6. Céline Maglica et Massar N'Diaye (PS) sont élus avec 58,22 % des suffrages exprimés (2 790 voix pour 5 255 votants et 15 539 inscrits),,. 

## Composition

### Composition avant 2015
Le canton de Dijon-6 était composé d'une portion de la commune de Dijon.

### Composition depuis 2015
| Nom                           | Code Insee | Intercommunalité | Superficie (km2) | Population (dernière pop. légale)                 | Densité (hab./km2) | Modifier                                    |
| ----------------------------- | ---------- | ---------------- | ---------------- | ------------------------------------------------- | ------------------ | ------------------------------------------- |
| Dijon (bureau centralisateur) | 21231      | Dijon Métropole  | 40,41            | Fraction : 25 134 (2022) Commune : 159 941 (2022) | 3 958              | modifier les données · modifier les données |
| Corcelles-les-Monts           | 21192      | Dijon Métropole  | 14,33            | 654 (2022)                                        | 46                 | modifier les données · modifier les données |
| Flavignerot                   | 21270      | Dijon Métropole  | 6,29             | 231 (2022)                                        | 37                 | modifier les données · modifier les données |
| Canton de Dijon-6             | 2113       |                  |                  | 26 019 (2022)                                     |                    | modifier les données                        |

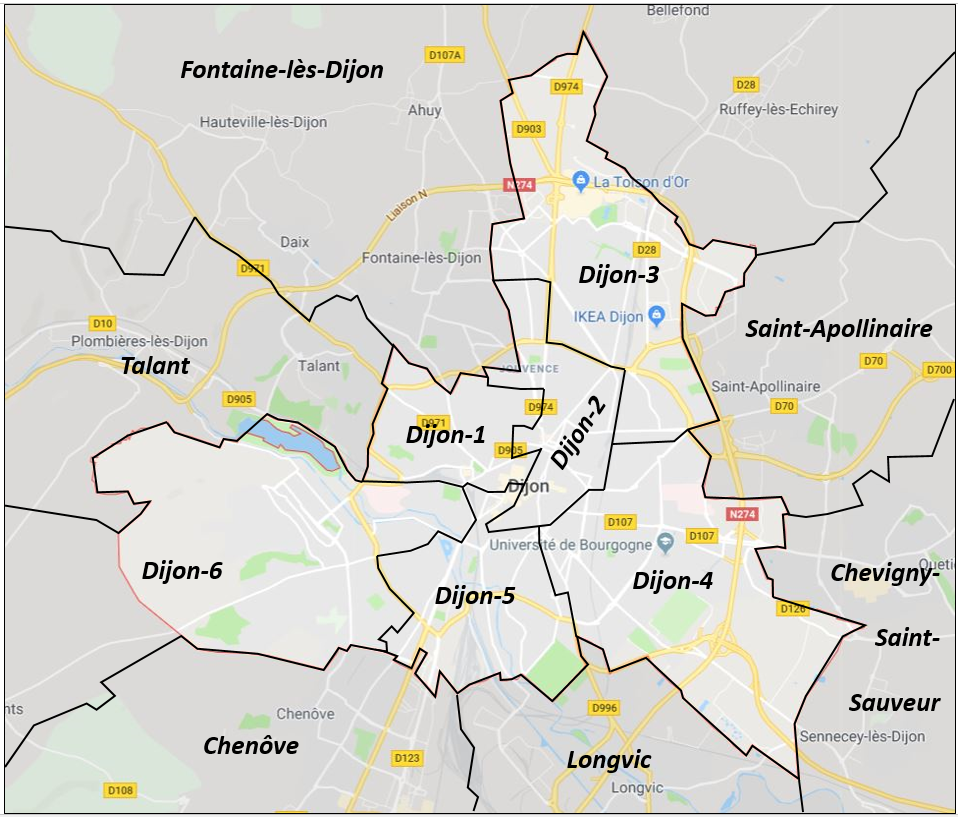
Découpage cantonal à Dijon depuis 2015.

Le nouveau canton de Dijon-6 comprend :
1. deux communes entières,
2. la partie de la commune de Dijon non incluse dans les cantons de Dijon-1, Dijon-2, Dijon-3, Dijon-4 et Dijon-5, soit les quartiers des Bourroches, de la Fontaine d'Ouche et une partie de celui du Port du Canal[16].

## Démographie

### Démographie avant 2015
| 1975 | 1982 | 1990   | 1999   | 2006   | 2011   | 2012   |
| ---- | ---- | ------ | ------ | ------ | ------ | ------ |
| -    | -    | 23 360 | 22 925 | 22 529 | 23 632 | 23 870 |

### Démographie depuis 2015
En 2022, le canton comptait 26 019 habitants, en évolution de +0,91 % par rapport à 2016 (Côte-d'Or : +0,82 %, France hors Mayotte : +2,11 %).
| 2013   | 2018   | 2022   |
| ------ | ------ | ------ |
| 26 028 | 25 572 | 26 019 |